# DSC Hanseat
Der Dulsberger Sport Club Hanseat von 1899 e. V. (kurz: DSC Hanseat) ist ein Sportverein aus Hamburg und hat seinen Sitz im Stadtteil Dulsberg. Seine größten sportlichen Erfolge hatte er in den 40er und 50er Jahren, als er unter dem Namen Dulsberger SC Stern-Pfeil zeitweise in der damals dritthöchsten deutschen Spielklasse spielte. Im Sportverein wird neben Fußball für Senioren, Herren und Jugend auch Frauen-Fitness angeboten.

## Geschichte

### Dulsberger SC Stern-Pfeil
Der DSC Hanseat ist ursprünglich aus dem SC Stern von 1899 und dem SC Alemannia 1914 entstanden, die 1933 zum Sport Club Alemannia-Stern Dulsberg fusionierten. Während der Kriegsjahre 1943–1945 bildete der SC Alemannia-Stern wegen fehlenden Sportmaterials zuerst eine Kriegssportgemeinschaft mit dem SC Pfeil 1923 Hamburg, 1944 kam noch der SV West-Eimsbüttel hinzu. Nach dem Zweiten Weltkrieg löste sich der SV West-Eimsbüttel wieder, während der SC Pfeil und der SC Alemannia-Stern weiterhin verblieben. Im Jahr 1946 erfolgte die Umbenennung in SC Stern-Pfeil 1899. Zeitgleich wuchsen die Sportvereine SK Olivia 1929, SV Wiking 1909 und Hamm 1895 zur Freien Turn- & Sportgemeinschaft (FTuSG) Dulsberg 1895 zusammen, die sich wiederum im Jahr 1948 mit dem SC Stern-Pfeil 1899 zum Dulsberger SC Stern-Pfeil zusammenschloss.

### FC Hanseat/SV Wiking
Parallel zu dieser Fusion spaltete sich von der FTuSG Dulsberg 1895 der SV Wiking 1909 ab. Er bestand unter diesem Namen bis ins Jahr 1963, als er zur Saison 1964/65 mit dem FC Hanseat 1928 zum FC Hanseat-Wiking 1909 fusionierte.

### DSC Hanseat
Aus dem FC Hanseat-Wiking 1909 und dem Dulsberger SC Stern-Pfeil 1899 entstand schließlich zur Saison 1973/74 der heutige Dulsberger SC Hanseat von 1899.

## Sportliche Erfolge
Der größte sportliche Erfolg des späteren DSC Hanseat (damals Dulsberger SC Stern-Pfeil) war die Meisterschaft 1957/58 in der Alster-Staffel Hamburg und der damit verbundene Aufstieg in die damals Verbandsliga genannte dritthöchste deutsche Spielklasse. Insgesamt spielten DSC-Teams seit den 40er Jahren 5 Saisons in der jeweils unterschiedlich benannten 3. Liga. Im gleichen Zeitraum wurden in unterschiedlichen Spielklassen 8 Meisterschaften errungen. Nach dem Abstieg in die 10. Liga in der Saison 2016/2017 gelingt in der Saison 2018/2019 der Wiederaufstieg in die Kreisklasse A (9. Liga), in der Saison 2021/2022 steigt der DSC Hanseat in die Kreisliga (8. Liga) auf, wo er 2023 als Aufsteiger den 7. Platz belegt.

## Bekannte Spieler
Die bekannteste Sport-Persönlichkeit mit DSC-Wurzeln ist sicher der ehemalige Manager von Werder Bremen und ehemalige Bremer Kultursenator Willi Lemke, der in den 60er Jahren beim Dulsberger SC Stern-Pfeil gegen den Ball trat. Als aktiver Fußballer erfolgreicher war Hans-Jürgen „Ditschi“ Ripp, der vom Dulsberg über Vorwärts Billstedt zum Hamburger SV kam und dort Deutscher Pokalsieger 1976, Europapokalsieger der Pokalsieger 1977 und Deutscher Meister 1979 wurde. In die Jahrhundertelf des FC St. Pauli gewählt wurde Peter „Oschi“ Osterhoff, der sein Dulsberger Team 1958 mit 60 Toren in 22 Spielen fast im Alleingang in die damalige 3. Liga schoss und heute noch der Rekordtorschütze der Paulianer ist. Ebenfalls den Weg vom Dulsberg nach St. Pauli fand der Mittelfeldspieler Gert Wieczorkowski, der für den Kiez-Klub in der Regionalliga Nord, danach für Rot-Weiss Essen in der 1. und 2. Bundesliga spielte. Auch ein zu seiner Zeit sehr bekannter Schiedsrichter hatte Wurzeln auf dem Dulsberg: Gerhard Schulenburg leitete zwischen 1963 und 1974 insgesamt 105 Spiele der 1. Fußball-Bundesliga. Er nahm als Schiedsrichter an der Fußball-Weltmeisterschaft 1974 in Deutschland teil, war im September 1968 Schiedsrichter des UEFA-Cup-Endspiels zwischen Ferencváros Budapest und Leeds United und hält zusammen mit Albert Dusch den Rekord, dreimal das DFB-Pokalendspiel geleitet zu haben (1959, 1966 und 1970).

## Sportanlage
Der DSC Hanseat trägt in der Saison 2018/2019 seine Spiele auf dem Kunstrasenplatz an der Vogesenstraße aus.